# Solana (Vorname)
Solana ist ein weiblicher Vorname.

## Herkunft und Bedeutung
Der Vorname Solana stammt vermutlich aus Spanien und bedeutet auf Deutsch übersetzt „ein der Sonne ausgesetzter Ort“ oder weiter gefasst „Sonnenschein“, abgeleitet vom Spanischen solano.
Die Verkleinerungsform von Solana ist der aus dem Angelsächsischen kommende Vorname Lana, der auch eine verkürzte Variante für Svetlana darstellt. Eine andere mögliche Koseform von Solana wäre Sola.

## Verbreitung
In Deutschland taucht der Name seit 2009 immer wieder in der Namensgebung auf, jedoch in einem geringen Volumen. In den letzten 10 Jahren wurden rund 50 Mädchen so genannt. Den Vornamen tragen in der Schweiz 37 Personen (Stand 2023). In Österreich kommt der Name seit 2010 in den Hitlisten vor, er wurde seitdem aber nur sechs Mal vergeben.
Seit Mitte der 1990er Jahre wird der Name in Frankreich fast jedes Jahr bei der Namenswahl berücksichtigt, in den letzten 10 Jahren circa 90 Mal. In den Niederlanden kommt der Name seit Mitte der 1940er Jahre in den Hitlisten vor. Er wird zwar jährlich vergeben, ist aber nicht beliebt. Von 1930 bis 2023 wurde er etwa 360 Mal gewählt. Seine Vergabe ist auch in den Ländern Belgien, Dänemark, Schweden, England, Schottland und Nordirland nachgewiesen.
Solana kommt seit Mitte der 1970er Jahre fast jährlich in den Hitlisten der USA vor. Von 1930 bis 2023 wurde der Name etwa 2.500 Mal vergeben. Der Name ist in Kanada seit der Jahrtausendwende regelmäßig in den Charts anzutreffen, jedoch gilt er als seltener Name.

## Ähnliche Vornamen
Solveig, Solara, Solange, Sola, Solane und Soliana.